# M.A.P 6
MAP6（マップシックス、朝鮮語: 맵 식스）は 韓国の5人組男性アイドルグループである。2015年11月10日に、DreamT EntertainmentよりGirls Dayの弟分として韓国でデビュー。日本では2016年8月に KISS Entertainment Inc.から『魅力発散TIME JPNver.』でインディーズデビューを果たした。2017年12月ALL-S ENTERTAINMENTに移籍したのを境に2018年1月からは本格的に活動拠点を日本へ移し、2018年6月に日本メジャーデビューシングル『Vroom Vroom』を発表した。続く2018年10月に２ndシングル『I'm ready Jp ver』を発売。

## グループ名の由来
MAP6は、「地図にある五大洋六大州をファンと一緒に周りながら公演するワールドスターになるという野心的な抱負を持つ」という意味である。

## メンバー
| メンバー リスト | メンバー リスト | メンバー リスト | メンバー リスト | メンバー リスト | メンバー リスト | メンバー リスト        | メンバー リスト | メンバー リスト          | メンバー リスト |
| 芸名            | 芸名            | 芸名            | 本名            | 本名            | 本名            | 生年月日               | 身長／血液型    | 担当                     |                 |
| カナ            | ハングル        | ローマ字        | カナ            | ハングル        | ローマ字        | 生年月日               | 身長／血液型    | 担当                     |                 |
| --------------- | --------------- | --------------- | --------------- | --------------- | --------------- | ---------------------- | --------------- | ------------------------ | --------------- |
| ミンヒョク      | 민혁            | MINHYUK         | キムミンヒョク  | 김민혁          | Kim Min Hyuk    | 1992年4月11日（32歳）  | 178cm／A型      | リーダー、ラップ         |                 |
| ジェイジュン    | 제이준          | J.JUN           | キムヨンジュン  | 김영준          | Kim Young Jun   | 1994年5月21日（30歳）  | 181cm／B型      | サブボーカル             |                 |
| サイン          | 싸인            | SIGN            | キムキホ        | 김기호          | Kim Ki Ho       | 1994年10月24日（30歳） | 178cm／A型      | メインボーカル           |                 |
| サン            | 썬              | SUN             | カンビョンソン  | 강병선          | Kang Byung Sun  | 1995年12月31日（29歳） | 180cm／O型      | ダンス、サブボーカル     |                 |
| ジェイビン      | 제이빈          | J.VIN           | パクジョンビン  | 박종빈          | Park Jong Bin   | 1996年5月18日（28歳）  | 177cm／A型      | マンネ（末っ子）、ラップ |                 |

## 日本での活動
- 2015年9月10日〜13日、19日〜24日、26日、28日〜30日 大阪と東京にて、Girl's Day日本デビューミニライブ出演[1]
- 2016年1月16日「“K-POP LOVERS!”SHOWCASE Vol.3」出演,　会場: 品川インターシティホール
- 2016年8月17日『魅力発散TIME JPNver.』で日本インディーズデビュー
- 2018年3月22日「BUZZ UP」出演,　会場: 豊洲PIT
- 2018年4月8日単独コンサート「MAP6 メジャーデビューSPECIALコンサート」,　会場: 浅草公会堂
- 2018年4月13日～15日「K-Con」コンベンション 出演,　開催: 幕張メッセ
- 2018年4月23日「MAP6応援プロジェクト弾丸ツアー第1弾」大阪編
- 2018年6月2日「Power of K in Japan 2018」出演,　開催: 東京国際フォーラム
- 2018年6月13日『Vroom Vroom』で日本メジャーデビュー
- 2018年6月30日「MAP6応援プロジェクト弾丸ツアー第2弾」名古屋編
- 2018年8月11日～12日「MENS PANIC 2018」出演,　会場: 幕張メッセ
- 2018年8月19日「MAP6応援プロジェクト弾丸ツアー第3弾」東京編
- 2018年9月22日「MAP6応援プロジェクト弾丸ツアー第4弾」神戸編
- 2018年9月23日～9月24日「神戸ワールドフェスティバル」出演[2]
- 2018年10月17日 2ndシングル『I‘m ready～JP.ver～』リリース
- 2018年11月16日「MAP6ファンクラブspecialイベント」,　会場: 東京
- 2018年11月17日「MAP6応援プロジェクト弾丸ツアーファイナル」,　会場: 東京[3]
- 2019年1月8日　TOKYOMX生放送番組一日ジャック出演
- 2019年1月9日～TV番組「YES！MAP6～NOと言わないK-POPアイドル」(放送局: TOKYO MX)[4]
- 2019年2月4日　「power of K TOKYO LIVE」出演[5]

## ディコグラフィ

### シングル(韓国盤)
| #   | INFO.                                                                   | 収録曲                                                       |
| --- | ----------------------------------------------------------------------- | ------------------------------------------------------------ |
| 1st | 《스톰（Storm）》 - 発売日：2015年11月10日 - 言語：朝鮮語               | 収録曲 1. Storm 2. 휘파람 3. Storm (Instrumental)            |
| 2nd | 《매력발산타임（Swagger Time）》 - 発売日：2016年5月24日 - 言語：朝鮮語 | 収録曲 1. 매력발산타임 2. 밀당 3. 매력발산타임(Instrumental) |